# His Best (Little-Walter-Album)
His Best ist ein Kompilationsalbum von Little Walter, das 1997 als Teil der Chess 50th Anniversary Collection erschienen ist.

## Allgemeines
Als Mitglied von Muddy Waters Band und als Solokünstler gehörte Little Walter zu den Architekten des Chicago Blues. So war er der erste Mundharmonikaspieler, der seine Harmonika elektrisch verstärkte und somit einen neuen Sound kreierte. Das Album bringt einen Querschnitt durch sein Schaffen und enthält seine bekanntesten Songs (Juke), langsame Nummern (Mean Old World) und rockige Titel (Boom, Boom Out Goes the Light). Wie bei allen Veröffentlichungen der Reihe bringt das Album für jeden Karriereabschnitt passende Beispiele und ist technisch aufbereitet. Es ersetzt die bisher beste Kompilation „The Best of Little Walter“, die 1958 erschien. Von ihr wurden auch zehn der zwölf Titel übernommen (außer Blue Light and You Better Watch Yourself).

## Titelliste
1. Juke – Little Walter 	2:47
2. Can't Hold Out Much Longer –	Little Walter 	3:03
3. Mean Old World –	Little Walter 	2:57
4. Sad Hours –	Little Walter 	3:15
5. Tell Me Mama –	Little Walter 	2:47
6. Off the Wall –	Little Walter 	2:52
7. Blues with a Feeling –	Little Walter 	3:10
8. You're So Fine –	Finnie, Little Walter, Reed	3:07
9. Too Late –	Brown, Dixon, Phillips 	2:44
10. Last Night – Little Walter 	2:46
11. Mellow Down Easy –	Dixon 	2:45
12. My Babe –	Dixon, Holden, Little Walter 	2:44
13. Roller Coaster –	McDaniel 	2:56
14. Hate to See You Go –	Little Walter, Walker 	2:20
15. It Ain't Right – Jacobs, Little Walter, Turner 	2:56
16. Boom, Boom out Goes the Lights –	Lewis 	2:53
17. Confessin' the Blues – Brown, McShann 	3:06
18. Key to the Highway –	Broonzy, Jacobs, Segar, Waters 	2:48
19. Everything's Gonna Be Alright –	LaBounty, Little Walter, Wariner 	2:52
20. Just Your Fool – Little Walter 2:20

### Aufnahmedaten
- Titel 1 und 2: Chicago, 12. Mai 1952
- Titel 3 und 4: Chicago, Oktober 1952
- Titel 5 und 6: Chicago, 4. März 1953
- Titel 7 bis 9: Chicago, 23. Juli 1953
- Titel 10 und 11: Chicago, 5. Oktober 1954
- Titel 12: Chicago, 25. Jänner 1955
- Titel 13: Chicago, 28. April 1955
- Titel 14: Chicago, 12. August 1955
- Titel 15 und 16: Chicago, Dezember 1955
- Titel 17: Chicago, Jänner 1958
- Titel 18: Chicago, August 1958
- Titel 19: Chicago, 21. Juli 1959
- Titel 20: Chicago, Dezember 1960[2]

## Kritikerstimmen
- CD Universe: His Best is a ground-floor necessity for any blues library. (His Best ist die Basis für jede Bluessammlung.)[3]
- Cub Koda: If you've never experienced the innovative instrumental genius of Little Walter, [these] classics ... will come as a major revelation. "Essential first purchase" doesn't even begin to describe it. (Wenn du noch nie das innovative instrumentale Genie von Little Walter erfahren hast, ... werden diese Klassiker eine Offenbarung sein. „Grundlegender erster Kauf“ beschreibt es nicht wirklich.)[1]
- About Blues: ... the album offering up 20 reasons why Little Walter is the most influential harp player in blues history. (..das Album bietet zwanzig Gründe, warum Little Walter der einflussreichste Harmonikaspieler der Bluesgeschichte ist.)[4]